# Zaíde ibne Harita
Zaíde ibne Harita (em árabe: زيد بن حارثة; romaniz.: Zayd ibn Harithah) ou Zaíde Maula Maomé (Zayd Mawla Muhammad; c. 574 ou 588[a] — 629) foi um dos primeiros companheiros de Maomé (Sahaba) e o único cujo nome aparece no Alcorão. Foi também membro dos primeiros exércitos muçulmanos, que combateram os coraixitas. Morreu na batalha de Mutá, um dos primeiros conflitos das guerras bizantino-árabes.

## Vida

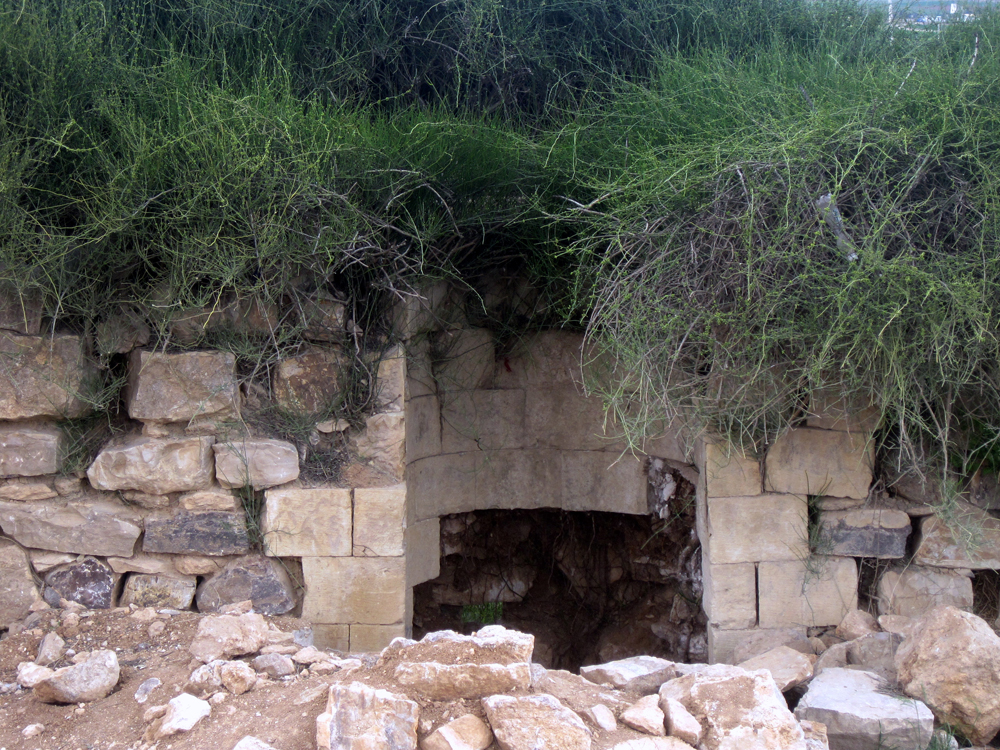
Ruínas da mesquita construída no local da batalha de Mutá, onde morreu Zaíde ibne Harita

Zaíde era filho de um homem de nome Harita, da tribo dos Banu Maquedum, que vivia a norte de Meca. Algumas fontes referem que ele era descendente do poeta árabe Inru Alcais e que possivelmente tinha um ou mais ascendentes africanos, pois a sua pele era muito escura. Zaíde foi feito escravo durante um raide quando tinha oito anos de idade, tendo sido comprado por Aláqueme ibne Hizã, um rico mercador de Meca, na grande feira de Uzaz. Aláqueme levou o rapaz para Meca, onde o ofereceu a Cadija, a primeira esposa de Maomé, que o pôs a viver na sua casa. Quando Cadija casou com Maomé, ofereceu Zaíde ao marido.
Conta-se que certo dia o jovem Zaíde viu passar alguns membros da sua tribo em Meca e lhes deu alguns poemas que compôs então para que fossem entregues à sua família. Quando o pai e o tio de Zaíde receberam os poemas, partiram imediatamente para Meca, onde souberam que Zaíde era escravo de Maomé. Dirigiram-se então a Maomé, que começou por pedir a Zaíde que confirmasse se eles eram quem diziam ser. Depois do rapaz ter confirmado que eram o pai e o tio, estes ofereceram-se para pagar o que Maomé quisesse pelo rapaz, mas Maomé propôs que, se Zaíde quisesse ir com eles, o poderia fazer sem qualquer pagamento em troca, mas se escolhesse ficar em Meca, continuaria como seu escravo. Para surpresa de todos, Zaíde escolheu esta última opção, e o pai e o tio não tiveram outra opção que não fosse voltarem a casa sem o rapaz.
Maomé partiu depois para a Caaba, onde proclamou a adoção de Zaíde, dando-lhe o nome de Zaíde Maula Maomé. Para alguns historiadores islâmicos, Zaíde teria sido o primeiro convertido ao Islão, ainda antes de Ali e Abacar. Embora haja controvérsia entre os estudiosos sobre quem teria sido realmente o primeiro convertido, todos estão de acordo que Zaíde está entre os primeiros. 
Após a revelação do Alcorão, que proibiu a forma de adoção usada com Zaíde, conhecida como Cafala, este deixou de ser filho adotivo de Maomé, mas continuou a viver com ele. Zaíde ibne Harita foi casado com Zainabe binte Jaxe, irmã de Ubaide Alá ibne Jaxe, de quem se divorciou pouco tempo depois. Alá mandou Maomé casar com Zainabe após o divórcio para reforçar o cancelamento daquela forma de adoção. O filho de Zaíde, Uçama ibne Zaíde, foi comandante de um dos exércitos de Maomé. Além da batalha de Mutá, onde morreu, Zaíde participou também nas batalhas de Badr, Uude, e Caibar e no Tratado de Hudaibia. Zaíde é considerado o primeiro mártir do Islão em território estrangeiro.